# Platynectes
Platynectes es un género de coleópteros adéfagos de la familia Dytiscidae.

## Especies seleccionadas
- Platynectes aenescens	Sharp
- Platynectes aequatorius	Regimbart 1899
- Platynectes ambonensis	Hendrich & Balke 2000
- Platynectes andinus	Guignot 1958
- Platynectes australicus	Gueorguiev